# Famille Fould
La famille Fould est une famille d'ancienne bourgeoisie, originaire de Lorraine et historiquement de confession juive, qui s'est particulièrement illustrée dans la banque, l'industrie et la vie politique française. 
De façon très singulière, elle a ainsi donné six députés à l'Assemblée nationale, dont cinq générations successives, appartenant à la même branche.

## Historique
La famille Fould, issue d'israélites peut-être originaires de Fulda, s'établit à Metz puis à Boulay dans le courant du XVIIe siècle[réf. nécessaire].

## Liens de filiation entre les personnalités notables
- Jacob Berr Bernard Lion Fould (1738-1810), commerçant. Il épouse Rachel Rheims.
  - Beer Léon Fould (1767-1855), banquier. Il épouse  Charlotte Brulhen.
    - Benoît Fould (1792-1858), banquier et député de l'Aisne (gendre de Salomon Oppenheim, il adopta ses nièces Ratisbonne, futures Mmes Flore Singer, Zélie de Sourdeval et Elisa Worms de Romilly).
    - Louis Fould (1794-1858), banquier et collectionneur d'art. Il épouse Adèle Brull.
      - Louise Fould (1830-1882).
      - Édouard Fould (1834-1881), financier et député de l'Allier.

    - Georges (1798-1798).
    - Achille Fould (1800-1867), banquier, député puis ministre. Il épouse Henriette Goldschmidt.
      - Adolphe Fould (1824-1875), banquier et député des Hautes-Pyrénées. Il épouse Marthe Ledoux.
        - Achille Fould (1861-1926), député des Hautes-Pyrénées. Il épouse Marie-Louise Heine.
          - Armand Achille-Fould (1890-1969), député des Hautes-Pyrénées et ministre. Il épouse Marcelle Dor de Lastours.
            - Aymar Achille-Fould (1925-1986), député de la Gironde et secrétaire d'État. Il épouse Edith Forissier.
            - Étienne Achille-Fould (1927-1994) maire d'Oléac-Debat et conseiller général des Hautes-Pyrénées.

          - Jacques Fould (1892-1959), banquier, administrateur de la Compagnie française des chemins de fer de l'Indochine et du Yunnan. Il épouse Yvonne Calley Saint-Paul de Sincay.
            - Henri Achille Fould (1919-1949), bobeur, médaille de bronze aux Championnats du monde FIBT de 1947 et 11e rang dans l'épreuve à deux aux Jeux olympiques d'hiver de 1948.

      - Charlotte-Amélie Fould (1826-1917) épouse Alexandre Le Tonnelier de Breteuil, marquis de Breteuil, fils d'Achille Le Tonnelier de Breteuil.
        - Henry Le Tonnelier de Breteuil (1847-1916), homme politique.

      - Gustave Fould (1836-1884), député des Basses-Pyrénées. Il épouse sa cousine Valérie Wilhelmine Joséphine Simonin.
        - Consuelo Fould (1867-1927), artiste-peintre, fondatrice du musée Roybet Fould.
        - Georges Achille-Fould (1868-1951), artiste-peintre.

    - Rose Fould (1800-1871), épouse Elie Furtado, banquier.
      - Cécile Furtado (1821-1896), philanthrope. Elle épouse Charles Heine.

    - Violette Fould (1801-181).

  - Rachel Fould (1768-1837).
  - David Fould (1774-1830), agent de change à Paris.
  - Abraham Fould (1774-1842), négociant.
    - Émile Fould (1803-1884), notaire à Paris.
      - Paul Fould (1837-1917), maître des requêtes au Conseil d'État et homme de lettres. Il épouse Eve Mathilde de Günzburg, fille du baron Joseph de Günzburg.
        - Louise Fould (1862-1945), philanthrope. Elle épouse Emile Salomon Georges Halphen.
          - Germaine Halphen (1884-1965), philanthrope. Elle épouse le baron Edouard Alphonse James de Rothschild.

        - Suzanne Fould (1868-1901), épouse de Raoul Gradis.
        - Marie Fould, épouse du comte Henri Roussel de Courcy, fils du général Henri Roussel de Courcy.

      - Juliette Fould (1839-1912), épouse d'Eugène Pereire.
      - Berthe Fould (1843-1927), épouse de Charles Weisweiller.
      - Alphonse Fould (1850-1913), polytechnicien, maître de forges. Il épouse Palmyre Oulmann.
        - René Fould (1875-1961), centralien, président des Chantiers de l'Atlantique, des Chantiers de Penhoët. Il épouse Blanche Lazard.
          - Émile Fould (1902-1957), industriel et résistant, président-directeur général de la Société des hauts fourneaux, forges et aciéries de Pompey.
          - Antoinette Fould épouse Wladimir Archawski.
          - Marie Fould épouse Hervé Le Roy d'Amigny.
          - Germaine Fould épouse Henri Solente.
          - Hélène Fould épouse Jean Foa.

        - Charles Fould (1876-1951), maître de forges, censeur de la Banque de France de Nancy.
        - Hélène Fould (1878-1927), épouse de Paul Helbronner.
        - Maurice Palmyre Fould (1883-1966), polytechnicien, lieutenant-colonel d'artillerie, administrateur-délégué des Forges et Aciéries de Pompey, fondateur des Forges de Strasbourg, président de la Commission d'organisation scientifique du travail de l'Union des industries et métiers de la métallurgie (UIMM). Il épouse Alice Oulmont, sœur de Charles Oulmont.
          - Roger Fould (1911-1944), polytechnicien, capitaine d'artillerie et résistant, membre de l'état-major de l'Organisation de résistance de l'Armée (ORA) de la XIVe Région militaire et chef du 3e Bureau de l'Armée secrète unifiée (ASU) de la région R1, mort pour la France[1].
          - Henry Raymond Fould (1913-1998), polytechnicien.

      - Gabrielle Fould (1855-1955) épouse Henri Raba.

    - Eugène Fould (1806-1873), administrateur du Comptoir de l'agriculture et de l'approvisionnement. Il épouse Delphine Marchand.
      - Henri Fould (1837-1895), chef de la Maison d'exportation Fould-Frères et Cie, vice-président de la Chambre syndicale du commerce d'exportation. Il épouse Suzette Stern.
        - Margueritte Fould (1866-1956) épouse Edgard Stern.
        - Jeanne Fould (1867-1945) épouse Edgard Calley Saint-Paul de Sinçay.

      - Léon Fould (1839-1924), chef de la Maison d'exportation Fould et Cie, vice-président de la Compagnie des chargeurs réunis et de la Chambre de commerce d'exportation. Il épouse  avec Thérèse Prascovie Ephrussi, sœur de Maurice Ephrussi.
        - Eugène Fould (1876-1929), banquier. Il épouse à Vienne en 1905, Marie-Cécile von Springer petite fille de Max von Springer. Il est fait baron Fould-Springer par l'empereur François-Joseph Ier en 1908.
          - Max Fould-Springer (1906-1999) baron.
          - Hélène Fould-Springer (1907-1997) épouse Eduardo Propper de Callejón (1895-1972), diplomate espagnol.
            - Elena Propper de Callejón épouse Raymond Bonham Carter (1929-2004), banquier britannique.
              - Helena Bonham Carter, actrice.

          - Thérèse Carmen Fould-Springer (1914-1953), épouse Alan Payan Pryce-Jones (en).
          - Liliane Fould-Springer (1916–2003) épouse le baron Élie de Rothschild.

        - Robert Fould.
        - Elisabeth Fould épouse Joseph de La Goublaye de Nantois.

  - Nathan Fould (1775-1859)
    - Isidore Fould (1811-1878), chevalier de la Légion d'honneur, épouse Sarah Maas (1822-1894).
      - Clémence Fould (1853-1918), artiste peintre, épouse Edmond Roth (1841-1878).

## Banque Fould
La Banque Fould fut fondée à Paris en 1795 par Beer Léon Fould. Ses fils Benoît Fould et Achille Fould lui succédèrent dans la direction de la banque. Banque d'affaires connue successivement sous les raisons sociales de B.L. Fould, Fould Oppenheim, Fould-Oppenheim & Cie, puis Fould & Cie, elle fut mise en liquidation en 1876 par Armand Heine (en) et Michel Heine entre autres.

## Galerie

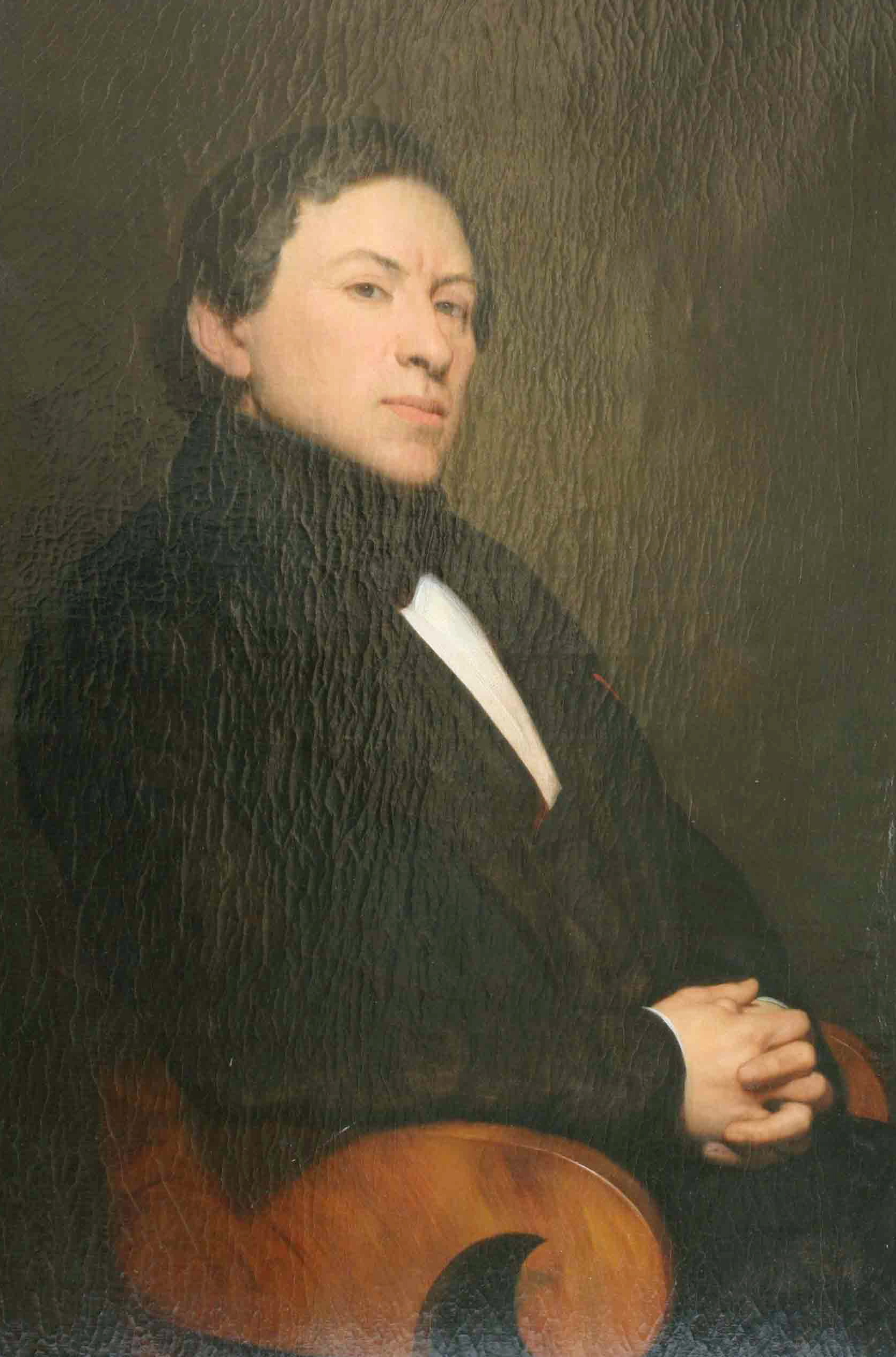
Portrait de Benoît Fould (1792-1858).
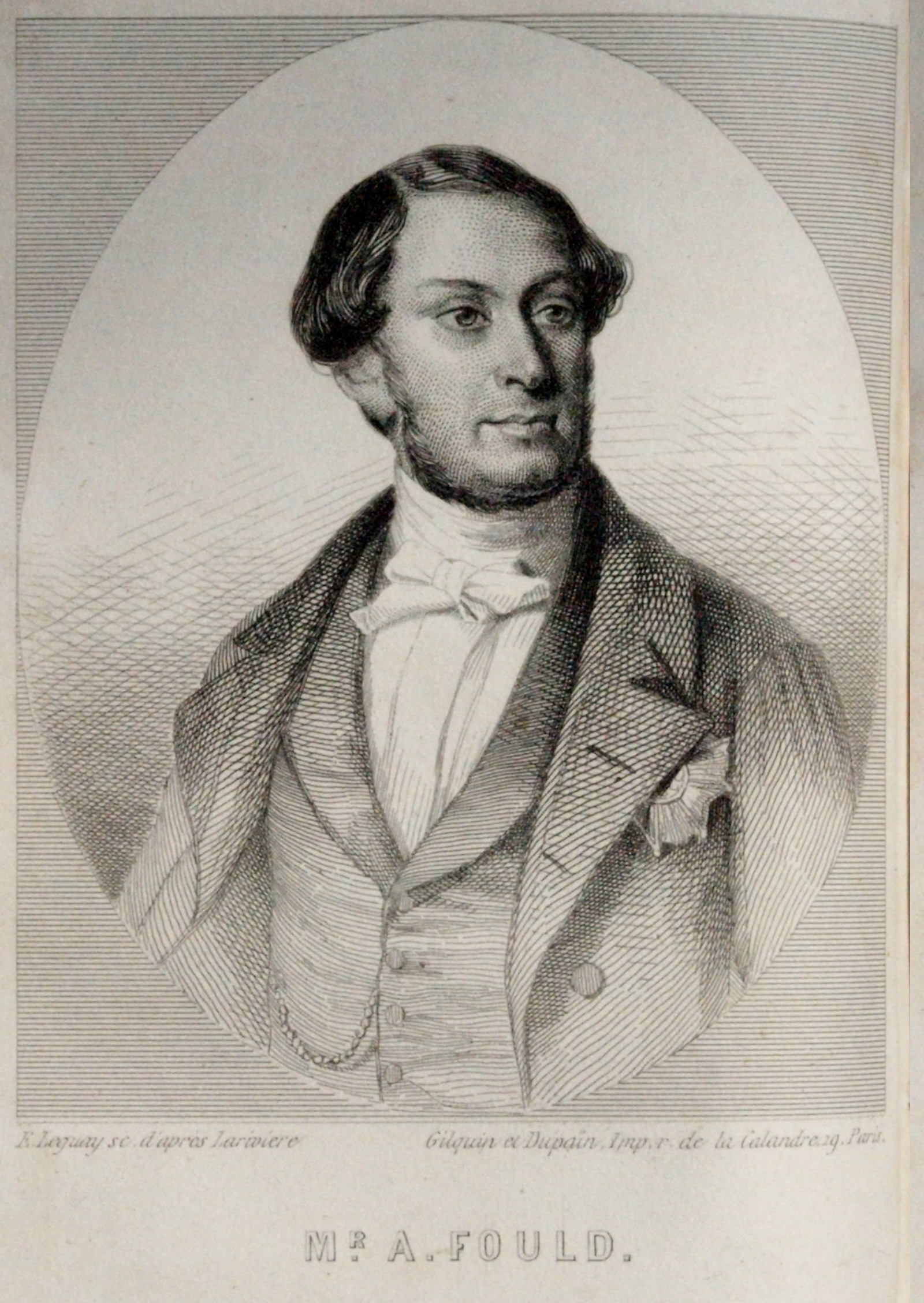
Achille Fould (1800-1867), gravure d'Eugène Leguay.
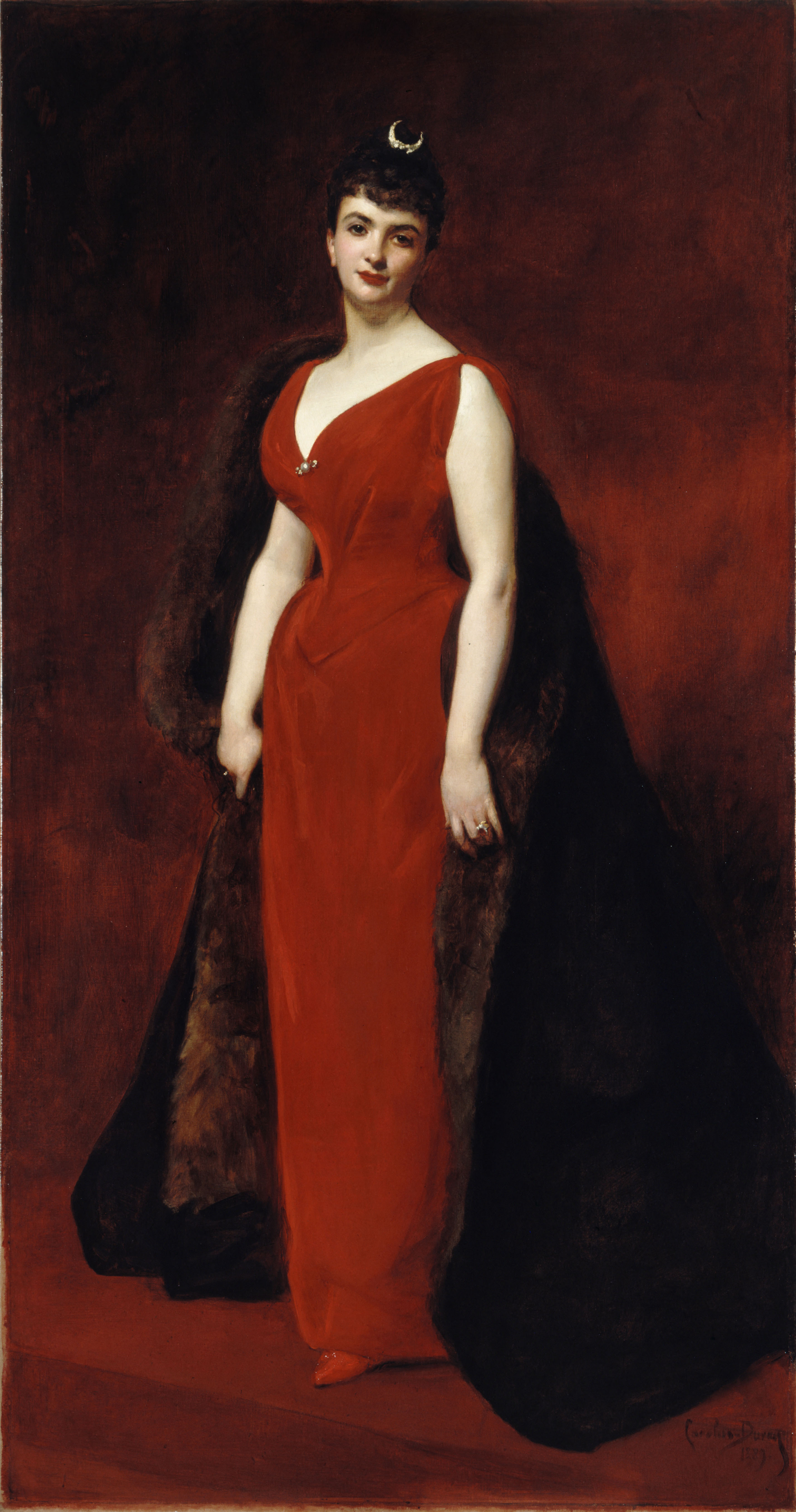
Portrait de Mme Edgard Stern, née Fould.
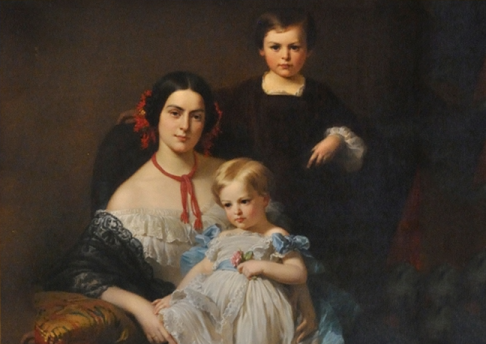
Charlotte Fould (1826-1917), marquise de Breteuil, avec deux de ses enfants.
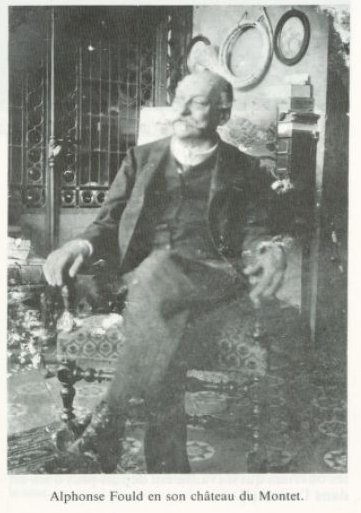
Alphonse Fould (1850-1913) en son château du Montet.
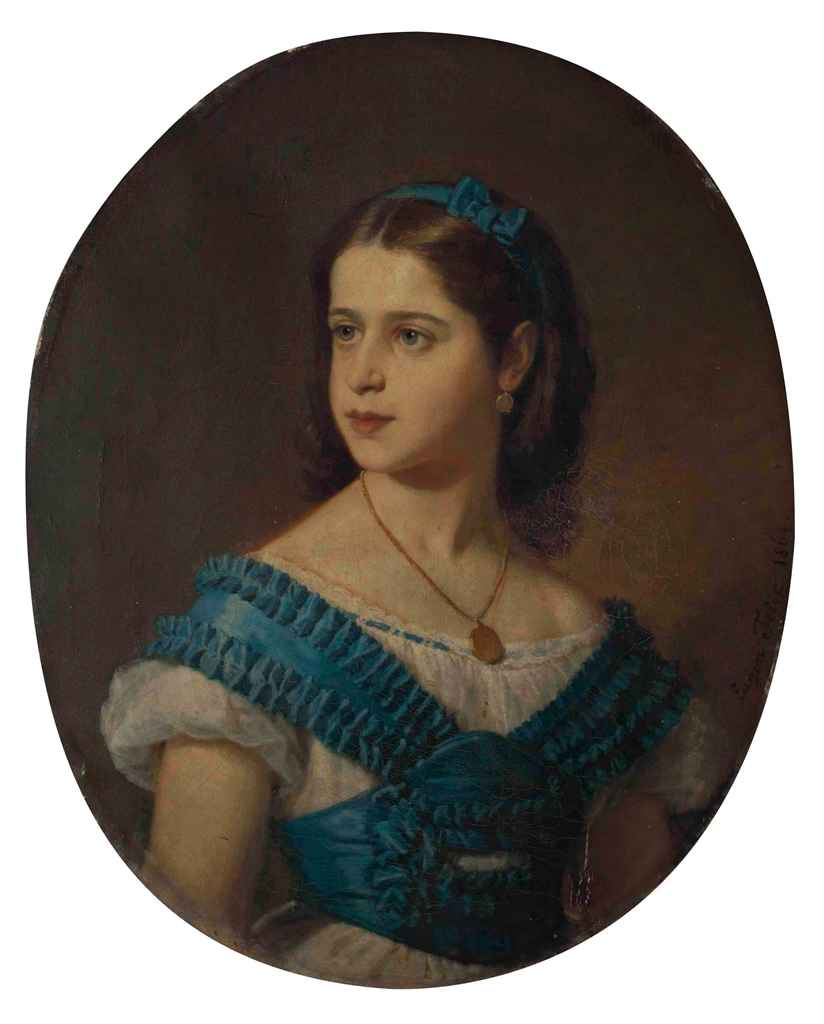
Madame Léon Fould (1851-1911), née Ephrussi.
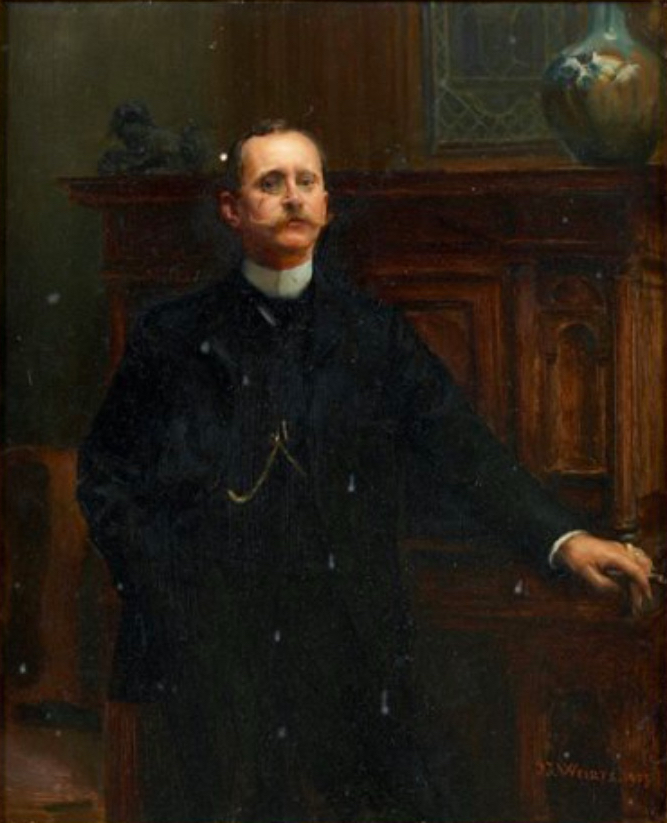
Achille Fould (1861-1926).
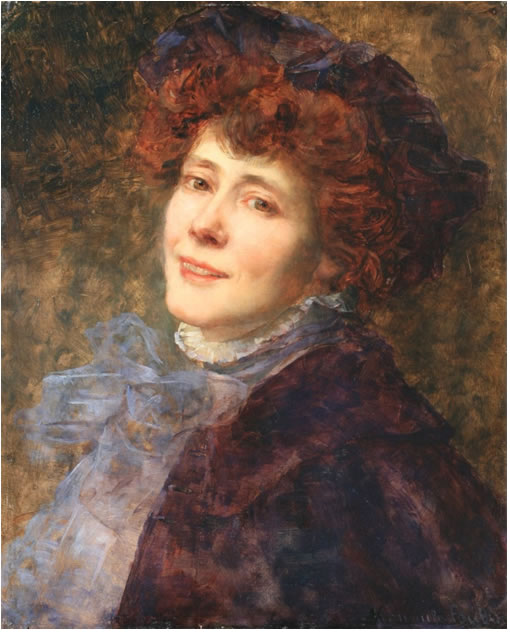
Consuelo Fould - Autoportrait.
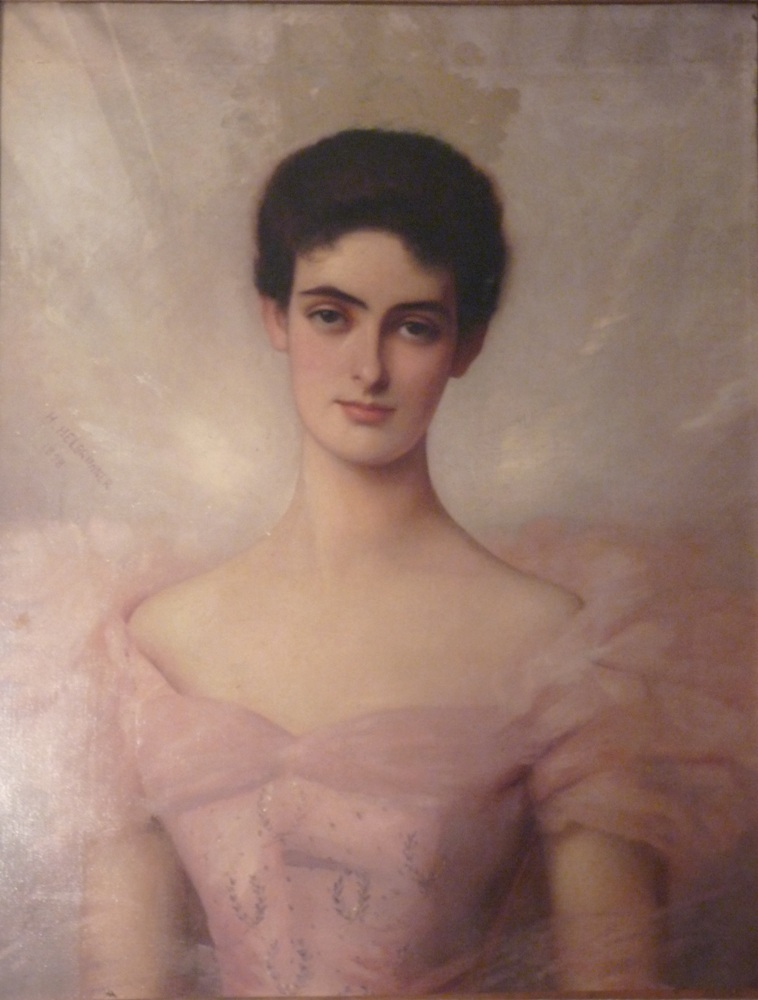
Hélène Helbronner (1878-1927), née Fould.
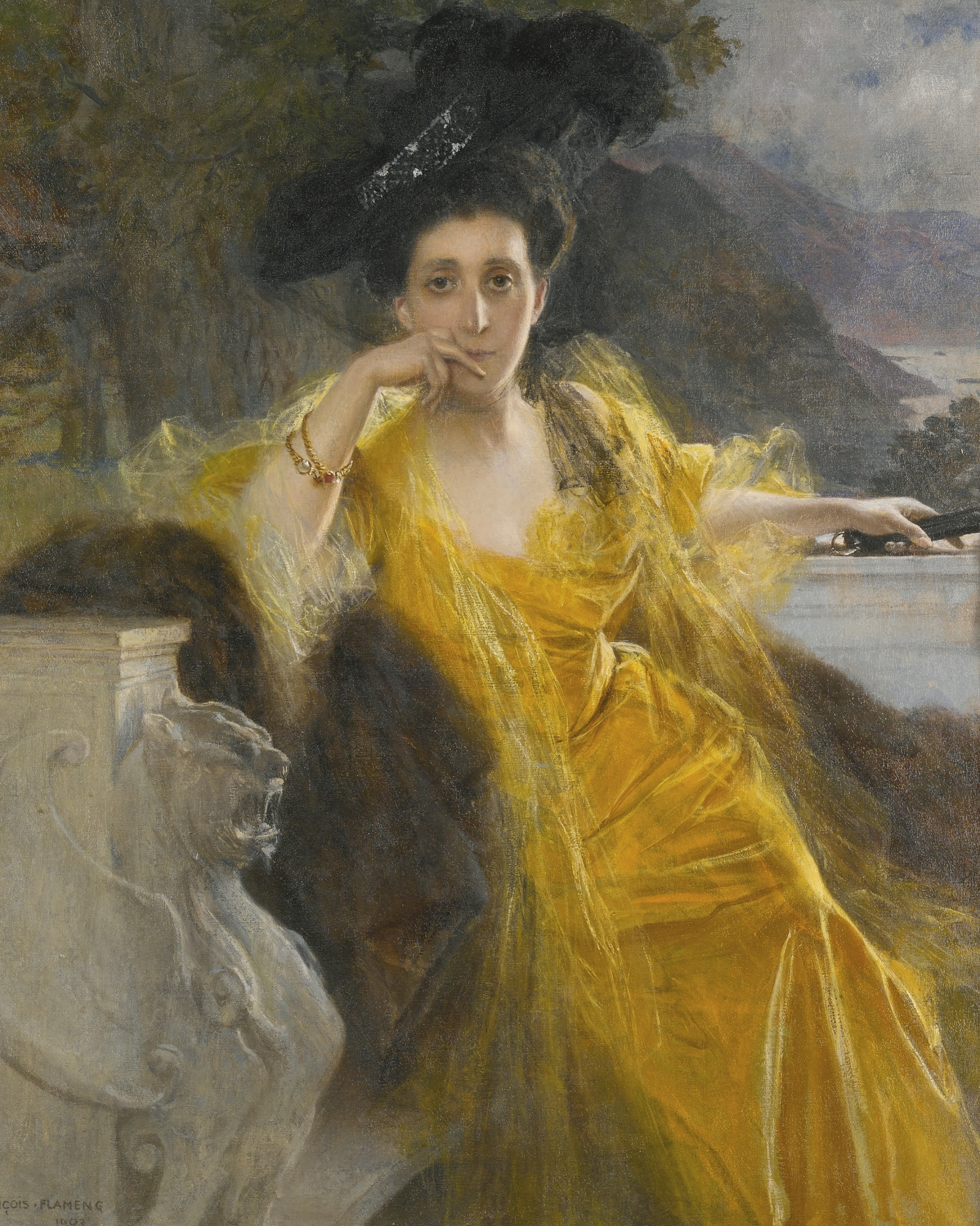
Marie-Louise Fould, née Heine.
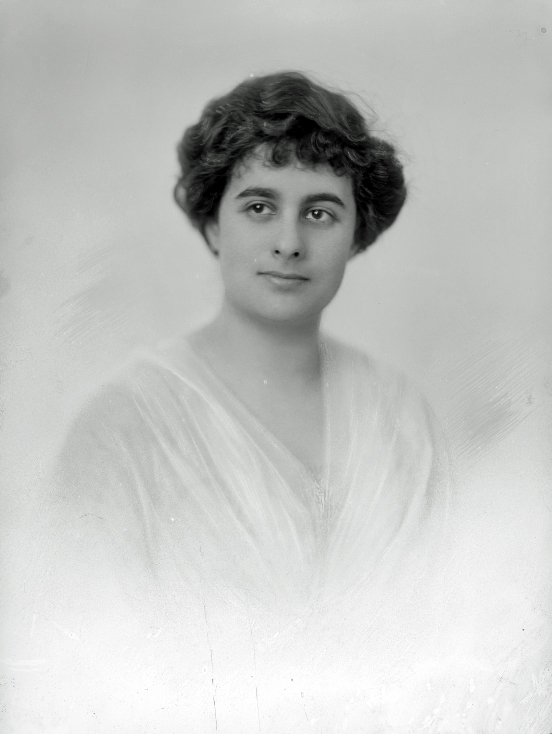
Marie Cecilie (Cäcilie, "Mitzi") Fould-Springer (1886–1978).
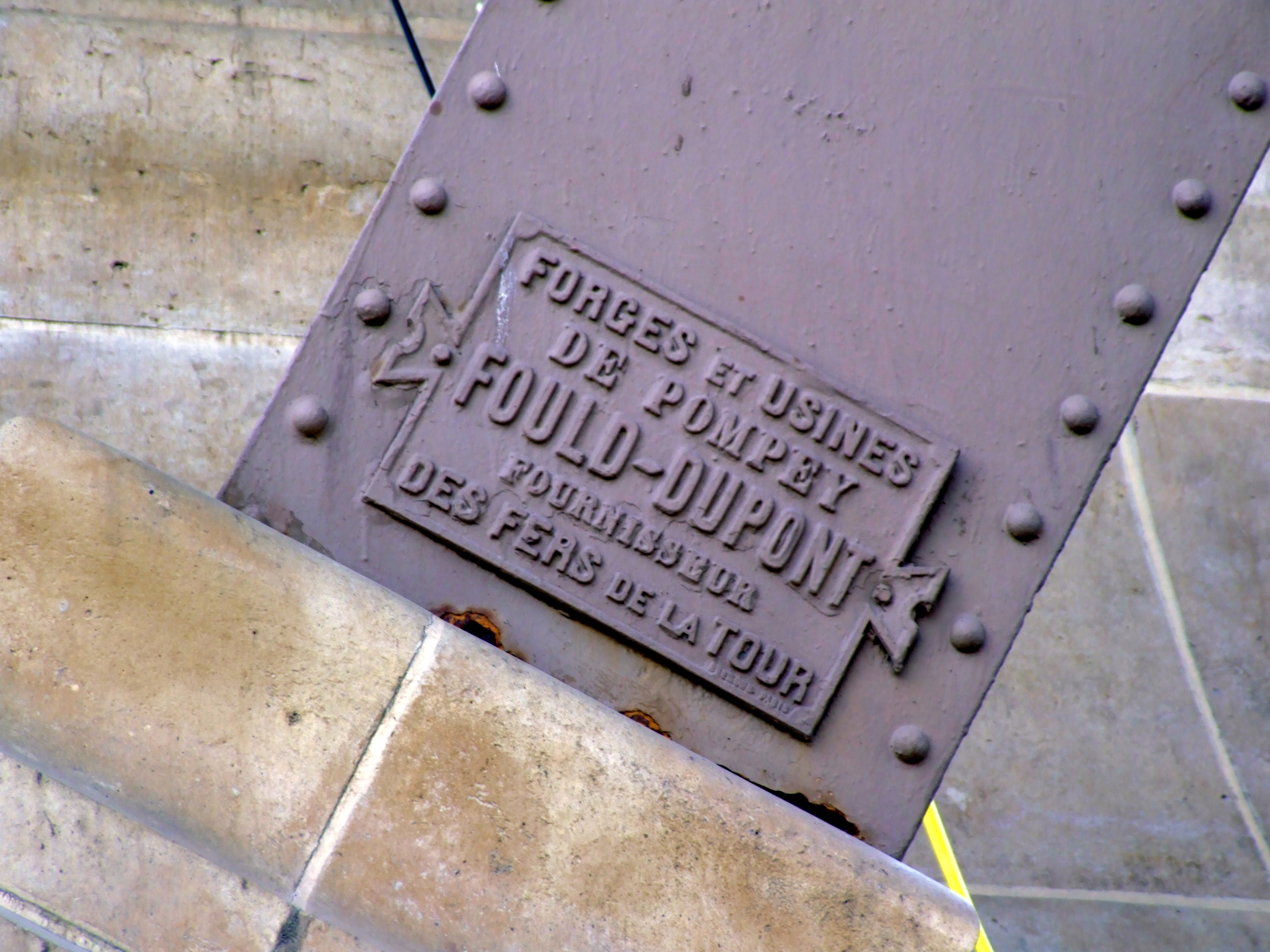
Plaque au pied de la Tour Eiffel.